# Kekkon Shō Ne
 (mars 2012).
Si vous disposez d'ouvrages ou d'articles de référence ou si vous connaissez des sites web de qualité traitant du thème abordé ici, merci de compléter l'article en donnant les références utiles à sa vérifiabilité et en les liant à la section « Notes et références ».
Singles de Wink
Eien no Lady Doll
(1993) Sakihokore Itoshisa yo
(1993)
Kekkon Shō Ne (結婚しようね, ou Kekkon Shiyou ne) est le 18e single du duo japonais Wink, sorti en 1993.

## Présentation
Le single sort le 26 mai 1993 au Japon sous le label Polystar, trois mois seulement après le précédent single du groupe, Eien no Lady Doll. Il atteint la 15e place du classement de l'Oricon, et reste classé pendant cinq semaines, se vendant à 75 000 exemplaires dans cette période. C'est le premier single du groupe à contenir un troisième titre : la version instrumentale de la chanson-titre.
La chanson-titre a été utilisée comme thème de fin de la série anime Tsuyoshi Shikkari Shinasai. Elle figurera sur l'album Aphrodite qui sort un mois plus tard, puis sur les compilations Diary de 1994, Reminiscence de 1995, et Wink Memories 1988-1996 de 1996.
La chanson en "face B", Maboroshi ga Sakenderu, a été utilisée comme thème musical pour le jeu Sword World SFC de Super Famicom. Elle figurera aussi sur Aphrodite, puis sur la compilation de "faces B" Back to Front de 1995, et sera remixée sur l'album de Jam the Wink de 1996.

## Liste des titres
| 1. | Kekkon Shō Ne (結婚しようね)                                          | Chinfa Kan / Satoshi Kadokura |  |
| 2. | Maboroshi ga Sakenderu (幻が叫んでる)                                 | Neko Oikawa / Satoko Suzuki   |  |
| 3. | Kekkon Shō Ne (Original Karaoke) (結婚しようね (オリジナル・カラオケ) | Chinfa Kan / Satoshi Kadokura |  |